# 斯文·雅各布松
斯文·雅各布松（瑞典語：Sven Jacobsson，1914年4月17日—1983年7月9日），哥德堡人，瑞典男子足球运动员，司职中场。他曾代表瑞典国家队参加1938年国际足联世界杯，结果队伍获得第四名。